# 2. Klavierkonzert (Mendelssohn)

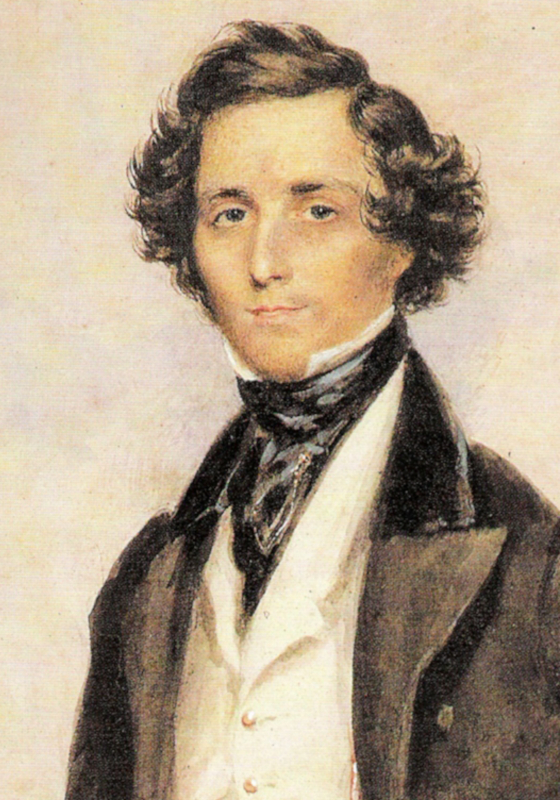
Felix Mendelssohn Bartholdy, Aquarell von James Warren Childe (1830)

Das Klavierkonzert Nr. 2 d-Moll op. 40 (MWV O 11) ist ein Klavierkonzert von Felix Mendelssohn Bartholdy.

## Entstehung
Direkt nach der Hochzeitsreise mit seiner Frau Cécile, geborene Jeanrenaud, schrieb Mendelssohn das Klavierkonzert op. 40; die Arbeit dauerte von Juni bis August 1837. Das Konzert wird erstmals in einem Brief erwähnt, den er während der Hochzeitsreise an seinen Jugendfreund Karl Klingemann schrieb: „aber ein Konzert machte ich mir so gern für England, und kann immer noch nicht dazu kommen. Ich möchte wissen, warum mir das so schwer wird.“

## Zur Musik

### Satzbezeichnungen
1. Allegro appassionato
2. Adagio
3. Finale: Presto scherzando

### Analyse
Alle Sätze gehen ineinander über.

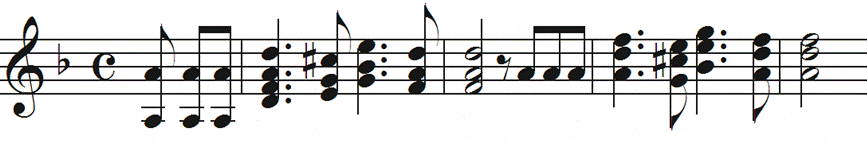
Hauptmelodie des Konzerts

Die Einleitung des ersten Satzes erfolgt durch das Orchester, das nach fünf Takten vom Klavier unterstützt wird. Danach wird vom Orchester das erste Thema des Satzes vorgestellt, während das Klavier mit dem zweiten Thema folgt. Der Satz erinnert an Robert Schumann.
Ein Pianissimo des ersten Satzes leitet zum lyrischen zweiten Satz über.
Der dritte Satz kombiniert Elemente von Rondo und Sonatensatzform; Mendelssohn bezeichnete das Presto als „Klavierfeuerwerk“.

## Wirkung
Mendelssohn dirigierte die Uraufführung des Konzerts am 21. September 1837 beim 14. Musikfest in Birmingham. Der mit Mendelssohn befreundete Robert Schumann zählte das Werk zu Mendelssohns „flüchtigsten Erzeugnissen“ und schrieb: „Es ist als wenn man an einem Baum schüttelt, die reife, süße Frucht fällt ohne weiteres herab.“
Mendelssohn selbst schrieb über seine Komposition: „Das Konzert wirkt nicht sehr besonders als Komposition, aber das letzte Stück macht soviel Effekt als Klavierfeuerwerk, daß ich oft lachen muß und Cécile es nicht oft genug hören kann.“